# Weert (gemeente)

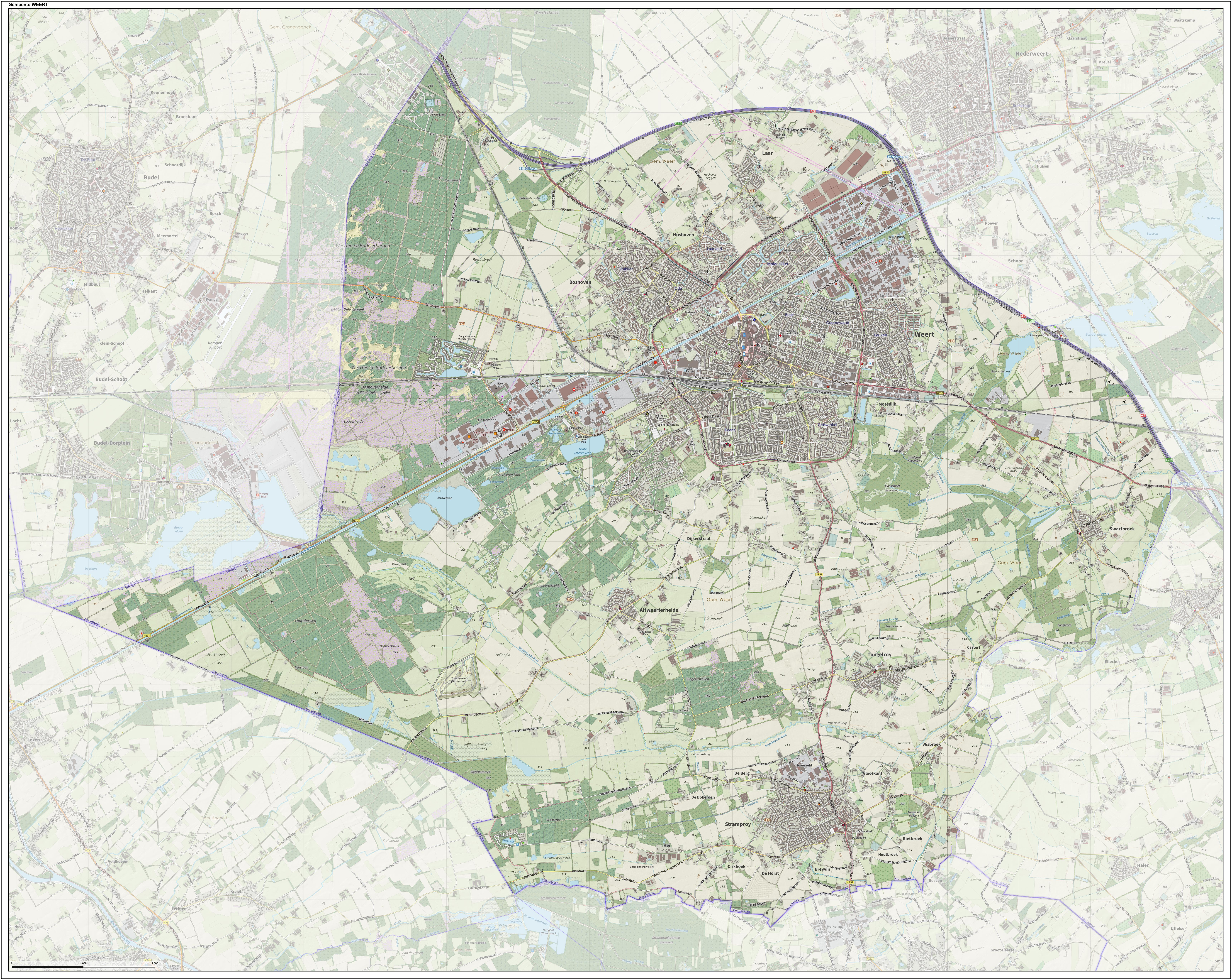
Topografische gemeentekaart van Weert, september 2022

Weert (uitspraakⓘ[ʋeːrt]) (Limburgs: Wieërt [wiəʀt]) is een gemeente in het midden van de Nederlandse provincie Limburg. De oppervlakte bedraagt 104,3 km² en het aantal inwoners 51.079 per 22 november 2024 (bron: CBS). Daarmee is Weert zowel qua oppervlakte als qua inwonertal de zesde gemeente van Limburg. In de gemeente wordt de Nederlandse taal en het Centraal-Limburgs gesproken: Weerterlands in Weert (Weerts), Altweerterheide en Laar en Horns in Stramproy, Tungelroy en Swartbroek.

## Kernen
De gemeente Weert bestaat uit de volgende officiële kernen:
Naast de vijf kerkdorpen, liggen er verschillende gehuchten en buurtschappen in de gemeente Weert, dit zijn Bosven, Breyvin, Castert, Crixhoek, De Berg, De Boberden, De Horst, Dijkerstraat, Hei, Houtbroek, Hushoven, Oud-Boshoven, Rietbroek, Vlootkant, Wisbroek. Sinds 1998 maakt de tot dan toe zelfstandige gemeente Stramproy deel uit van Weert.

### Bestuurlijke indeling
- Weert
  - 'Stadsdeel' Weert-Noord
    - Boshoven
      - Oud-Boshoven (buurtschap)
      - Oda I (woonwijk)
      - Oda II (woonwijk)
      - Vrakker (woonwijk)
      - Vrakker West (woonwijk)
      - Industrieterrein Boshoverheide
      - Centrum-Noord (kantorenpark, woonwijk)
      - Boshoven buitengebied

    - Hushoven en Laar
      - Hushoven (buurtschap)
      - Buitengebied Hushoven
      - Laarveld (woonwijk, gepland)
      - Laar (kerkdorp)
      - Buitengebied Laar

    - Molenakker/Kampershoek
      - Molenakker (woonwijk)
      - Kampershoek
      - Kampershoek-Noord

  - 'Stadsdeel' Weert-Midden
    - Weert-Centrum
      - Weert-Centrum
      - Maaspoort

    - Biest (geen verdere onderverdeling)
    - Groenewoud
      - Groenewoud-Noord (woonwijk)
      - Groenewoud-Zuid (woonwijk)

    - Fatima
      - Fatima (woonwijk)
      - Industrieterrein Fatima (kanaalzone 1)

    - Leuken
      - Leuken (woonwijk)
      - Vrouwenhof (woonwijk)
      - Industrieterrein Leuken
      - Buitengebied Leuken

  - 'Stadsdeel' Weert-Zuid
    - Keent
      - Keent (woonwijk)
      - Parkhof (woonwijk)
      - Buitengebied Keent

    - Moesel
      - Moesel (woonwijk)
      - Buitengebied Moesel
        - Moesdijk (buurtschap)

    - Graswinkel (geen verdere onderverdeling)
    - Rond de Kazerne
      - Boshoverbeek
      - Kazernelaan-Zuid
      - Schildersbuurt / Altweert
      - Schrijversbuurt
      - Industrieterrein Boshoverbeek-Lozerweg

  - Kerkdorpen ten zuiden van Weert, zonder officiële administratieve onderverdeling, maar met buurtschappen
    - Altweerterheide (kerkdorp)
      - Dijkerstraat (buurtschap)

    - Tungelroy (kerkdorp)
      - Castert (buurtschap)

    - Swartbroek (kerkdorp)
    - Stramproy (kerkdorp)
      - Bosven (buurtschap)
      - Breijvin (buurtschap)
      - Crixhoek (buurtschap)
      - De Berg (buurtschap)
      - De Boberden (buurtschap)
      - De Horst (buurtschap)
      - Hei (buurtschap)
      - Houtbroek (buurtschap)
      - Rietbroek (buurtschap)
      - Vlootkant (buurtschap)
      - Wisbroek (buurtschap)

## Wapen
Bij Koninklijk Besluit van 16 november 1977 is het gemeentewapen van de gemeente Weert goedgekeurd. De beschrijving daarvan luidt in officiële termen:
"In zilver een keper van azuur; een schildhoofd van goud, beladen met drie hoorns van keel (rood), beslagen van zilver. Het schild gedekt met een gouden kroon van drie bladeren en twee parels".
Dit wapen was ontleend aan een zestiende-eeuwse schepenzegel van de stad. De keper, de omgekeerde V, is een weefselpatroon. Ze houdt vermoedelijk verband met het vroegere bloeiende lakenambacht, dat lakens naar West-Europa uitvoerde. Voor de zestiende eeuw was een schepenzegel in gebruik, waarin de drie hoorntjes waren verwerkt van het wapen van de graven van Horn. Deze graven waren tevens heren van Weert.
Het wapenschild kan gedekt worden door een schildkroon. De kroon van Weert, drie bladeren en twee parelbanken, staat symbool voor een graaf: de graaf van Horne.
Bron: Gemeente-archief Weert

## Politiek

### Structuur
| Weert            | Weert            | Supranationaal         | Nationaal            | Nationaal            | Provincie            | Waterschap         | Arrondissement               | COROP-Gebied   | Gemeente        |
| ---------------- | ---------------- | ---------------------- | -------------------- | -------------------- | -------------------- | ------------------ | ---------------------------- | -------------- | --------------- |
| Administratief   | Niveau           | Europese Unie          | Nederland            | Nederland            | Limburg              | Limburg            | Limburg                      | Midden-Limburg | Weert           |
| Administratief   | Bestuur          | Europese Commissie     | Nederlandse regering | Nederlandse regering | Gedeputeerde staten  | Dagelijks Bestuur  | Rechtbank Limburg            | -              | College van B&W |
| Administratief   | Raad             | Europees Parlement     | Eerste Kamer         | Tweede Kamer         | Provinciale staten   | Algemeen Bestuur   | Gerechtshof 's-Hertogenbosch | -              | Gemeenteraad    |
| Kiesomschrijving | Kiesomschrijving | Kiesdistrict Nederland | Provincie Limburg    | Kieskring Maastricht | Kieskring Maastricht | Waterschap Limburg | -                            | -              | Weert           |
| Verkiezing       | Verkiezing       | Europese               | Eerstekamer-         | Tweedekamer-         | Provinciale staten-  | Waterschaps-       | -                            | -              | Gemeenteraads-  |

### Gemeenteraad
Vanaf 1982 is de Weerter gemeenteraad als volgt samengesteld:
| Gemeenteraadszetels | Gemeenteraadszetels | Gemeenteraadszetels | Gemeenteraadszetels | Gemeenteraadszetels | Gemeenteraadszetels | Gemeenteraadszetels | Gemeenteraadszetels | Gemeenteraadszetels | Gemeenteraadszetels | Gemeenteraadszetels | Gemeenteraadszetels |
| Partij              | 1982                | 1986                | 1990                | 1994                | 1997                | 2002                | 2006                | 2010                | 2014                | 2018                | 2022                |
| ------------------- | ------------------- | ------------------- | ------------------- | ------------------- | ------------------- | ------------------- | ------------------- | ------------------- | ------------------- | ------------------- | ------------------- |
| Weert Lokaal        | -                   | -                   | -                   | -                   | -                   | -                   | 6                   | 5                   | 8                   | 12                  | 12                  |
| DUS Weert           | -                   | -                   | -                   | -                   | -                   | -                   | -                   | -                   | -                   | 3                   | 6                   |
| VVD                 | 4                   | 3                   | 3                   | 4                   | 4                   | 5                   | 5                   | 9                   | 5                   | 4                   | 5                   |
| CDA                 | 8                   | 7                   | 9                   | 7                   | 8                   | 8                   | 7                   | 6                   | 6                   | 6                   | 4                   |
| D66                 | -                   | -                   | -                   | -                   | 0                   | 1                   | 1                   | 2                   | 3                   | 1                   | 2                   |
| GroenLinks          | -                   | -                   | -                   | -                   | 1                   | -                   | -                   | 0                   | 0                   | -                   | 1                   |
| PvdA                | 2                   | 6                   | 5                   | 6                   | 6                   | 5                   | 7                   | 4                   | 3                   | 1                   | 1                   |
| SP                  | -                   | -                   | 0                   | 0                   | -                   | 1                   | 3                   | 3                   | 4                   | 2                   | -                   |
| Partij voor Weert   | -                   | -                   | -                   | -                   | -                   | -                   | -                   | -                   | -                   | 0                   | -                   |
| Juist495            | -                   | -                   | -                   | -                   | -                   | -                   | -                   | -                   | -                   | 0                   | -                   |
| Werknemerspartij    | 6                   | 5                   | 5                   | 3                   | 5                   | 4                   | -                   | -                   | -                   | -                   | -                   |
| Pact'97             | -                   | -                   | -                   | -                   | 5                   | 4                   | -                   | -                   | -                   | -                   | -                   |
| WAP                 | -                   | -                   | -                   | -                   | -                   | 1                   | -                   | -                   | -                   | -                   | -                   |
| Groep Wiel Derckx   | 2                   | 2                   | 3                   | 3                   | -                   | -                   | -                   | -                   | -                   | -                   | -                   |
| Weert U Waardig     | 2                   | 2                   | 2                   | 3                   | -                   | -                   | -                   | -                   | -                   | -                   | -                   |
| CD                  | -                   | -                   | -                   | 1                   | -                   | -                   | -                   | -                   | -                   | -                   | -                   |
| Oda Belangen        | 1                   | 0                   | -                   | -                   | -                   | -                   | -                   | -                   | -                   | -                   | -                   |
| Totaal              | 25                  | 25                  | 27                  | 27                  | 29                  | 29                  | 29                  | 29                  | 29                  | 29                  | 31                  |
| Opkomst %           | 68,6                | 69,3                | 58,9                | 69,8                | 50,0                | 58,6                | 58,9                | 55,0                | 53,9                | 53,9                | 45,2                |

- De vette getallen vormen de hieruit onderhandelde bestuursmeerderheid.
- Vanwege het overstijgen van een inwoneraantal van 50.000 bestaat de gemeenteraad van Weert sinds 2022 uit 31 zetels.
- DUS Weert ontstond in 2015 als afsplitsing van de PvdA.
- Weert Lokaal ontstond direct na de verkiezingen van 2002 uit een fusie van Pact'97 en de Werknemerspartij.
- Pact'97 ontstond voor de verkiezingen van 1997 uit een fusie van de Groep Wiel Derckx en Weert U Waardig uit de voormalige gemeente Weert, en Royer belang uit de voormalige gemeente Stramproy.
- In 1997 vonden er vervroegde verkiezingen plaats vanwege de fusie tussen de voormalige gemeenten Weert en Stramproy tot de nieuwe gemeente Weert. De gemeenteraad werd hierdoor uitgebreid van 27 naar 29 raadszetels.

### College van B en W
Het college van burgemeester en wethouders bestaat uit:
Burgemeester:
- Raymond Vlecken (CDA)

Wethouders:
- Martijn van den Heuvel (Weert Lokaal)
- Suzanne Winters (Weert Lokaal)
- Michèle Ferrière (Weert Lokaal)
- Wendy van Eijk (VVD)
- Lizbeth Steinbach (D66)

Zie ook de lijst van burgemeesters van Weert

## Inwoners

### Bevolkingsontwikkeling
- Bronnen:CBS en gemeente Weert. Inwonertal steeds per 1 januari
- In 1997 vond er een fusie plaats tussen de voormalige gemeenten Weert en Stramproy tot de nieuwe gemeente Weert. Tot en met 1995 is het inwoneraantal van Weert en Stramproy gecombineerd weergegeven.

### Bekende Weertenaren

#### Geboren
- Mieke en Selma Jansen, beter bekend als het schlagerduo de Selvera's
- Jan Dibbets (1941), kunstenaar
- Frans Koffrie (1952-2025), bestuursvoorzitter
- Toine Gresel (1953), ambtenaar en politicus (o.a. burgemeester)
- Annie van Gansewinkel (1954), schrijfster (schrijft deels in het Weerts)
- Tom Tullemans (1958), profvoetballer
- Dennis van de Ven (1973), regisseur, acteur, schrijver, zanger, cabaretier en televisiemaker.
- Frans Weekers (1967), advocaat en politicus (gemeenteraad Weert, Tweede Kamer, staatssecretaris in het kabinet Kabinet-Rutte I)
- Sjeng Schalken (1976), tennisspeler
- Ramon Lormans (1984), slagwerker

#### Woonachtig
- Johnny Hoes (1917-2011), zanger, producer en componist/tekstschrijver
- Mary Servaes (Zangeres Zonder Naam) (1919-1998), volkszangeres (Stramproy)
- Gerard Reve (1923-2006), schrijver en dichter
- Matheu Hinzen (2006), acteur en zanger

## Verkeer en vervoer

### Wegverkeer

#### Rechtstreekse snelwegverbindingen
- Amsterdam - Eindhoven - Weert - Maastricht - Luik

#### Provinciale en regionale wegen
- Naar Roermond, via Baexem en Horn
  - Beter bekend als de Roermondsweg
- Naar Stramproy, Via Tungelroy
  - Beter bekend als de Maaseikerweg
- Naar Budel-Dorplein
  - Beter bekend als de Kempenweg
- Naar Maarheeze
  - Beter bekend als de Eindhovenseweg
- baan-Noord verder lopend vanaf Nederweert als de   Naar Venlo, via Nederweert, Beringe en Maasbree

#### Grensovergangen
- - N762 (B) Bij Kinrooi

#### Andere verbindingswegen
- Bocholterweg Naar Bocholt, via Altweerterheide
- Geuzendijk Naar Budel
- Ittervoorterweg Naar Ell, via Swartbroek
- Lozerweg Naar Lozen

### Spoorwegen
Weert heeft een intercity station: Station Weert
Spoorlijnen op het station in Weert zijn:
- Naar Eindhoven (Spoorlijn Eindhoven - Weert) Over deze spoorlijn rijden de treinen van de Nederlandse Spoorwegen als intercity richting Eindhoven en verder. Ook rijdt op deze spoorlijn een NS-sprinter naar Tilburg, via onder andere Maarheeze, Heeze en Geldrop.

- Naar Roermond (Spoorlijn Budel - Vlodrop) Over deze spoorlijn rijden de treinen van de Nederlandse Spoorwegen als intercity richting Roermond en verder.
- Naar Antwerpen (Ijzeren Rijn) Over deze spoorlijn rijdt geen personenvervoer, al zijn over de toekomst van dit stuk spoor discussies.

### Busvervoer
Het busvervoer in Weert wordt verzorgd door Arriva.
Stadsbussen, van en naar de wijken van Weert en de kerkdorpen Altweerterheide en Laar:
- 1 Weert, station - Sint Jans Gasthuis (Weert) - Boshoven (Weert)
- 2 Weert, station - Sint Jans Gasthuis (Weert) - Biest (Weert) - Molenakker (Weert) -  Laar
- 3 Weert, station - Sint Jans Gasthuis (Weert) - Groenewoud (Weert) -  Leuken (Weert)
- 4 Weert, station - Keent (Weert) - Altweerterheide

Streekbussen, sommigen via de kerkdorpen Tungelroy, Stramproy en Swartbroek.
- 70 Venlo - Blerick - Maasbree - Helden - Panningen - Beringe - Meijel - Ospeldijk - Ospel - Nederweert - Weert, station
- 71 Weert, station - Kelpen-Oler - Baexem - Heythuysen - Roggel - Heibloem - Meijel
- 73 Roermond, station - Horn - Beegden - Heel - Panheel - Wessem - Thorn - Ittervoort - Hunsel - Ell - Swartbroek - Weert, station
- 74 Nederweert - Weert, station - Tungelroy - Stramproy
- 790 Weert, station - Tungelroy - Stramproy - Haler - Neeritter - Ittervoort - Grathem - Baexem - Heythuysen

Bussen richting Noord-Brabant, met als vervoerder Hermes:
- 11 Eindhoven, Centraal Station- Leende - Leenderstrijp - Soerendonk - Maarheeze - Budel - Budel-Schoot - Budel-Dorplein - Weert, station
- 258 Weert, station - Nederweert - Someren-Eind - Someren - Maarheeze - Sterksel - Heeze

### Verdwenen tramlijnen
Door de gemeente lag in de 20e eeuw een tramlijn van Weert, via Stramproy in de richting van Maaseik.

### Waterverbindingen
In de gemeente Weert ligt de Zuid-Willemsvaart (van 'S-Hertogenbosch naar Maastricht)
De overige beken en rivieren in de gemeente Weert zijn niet bevaarbaar en zijn onderdeel van het stroomgebied van de Neerbeek.

## Carnaval
Bij de cultuur van Weert hoort de Vastelaovendj (carnaval). In de gemeente zijn een groot aantal carnavalsverenigingen, waarvan de grootste de Stadscarnavalsvereniging De Rogstaekers is. Deze carnavalsvereniging is onder andere bekend van de Bônte Aovendj (Bonte avond) en de Groeëte Optocht (Grote Optocht). Al hebben natuurlijk de meeste carnavalsverenigingen een bonte avond en een optocht. De inwoners van de stad Weert worden tijdens carnaval "Rogstaekers" genoemd, de inwoners van de dorpen Heiknuiters (Altweerterheide), Zoatmaale (Stramproy), Bokkeriejers (Tungelroy), Spoeëkejaegers (Swartbroek) en Moezevangers (Laar). Daarnaast hebben ook de meeste wijken en kernen binnen de gemeente Weert  een eigen carnavalsvereniging. Compleet met Prins Carnaval, Raad van Elf en eigen bonte avonden en optochten.
De carnavalsverenigingen in de gemeente Weert zijn:
- Boshoven: VV de Brökwagters (1963)
- Groenewoud: VV de Schäöpkes (1962)
- Leuken: VV de Zweeloeëre (1965)
- Laar: VV de Moêzevângers (1982)
- Swartbroek: VV de Spoeëkejaegers (1970)
- Tungelroy: VV de Bokkeriejers (1969)
- Stramproy: VV de Zoatmaale (1952)
- Altweerterheide: CV de Heiknuiters (1960)
- Biest: VV de Beesterbolle (1997)
- Weert: VV de Rogstaekers (1926), VV Vreug of Laat (2011)
- Weert-Oost: FV de Dröppelkes (2020)
- Weert-Zuid: VV de Vêrkusköp (1960)

## Onderwijs

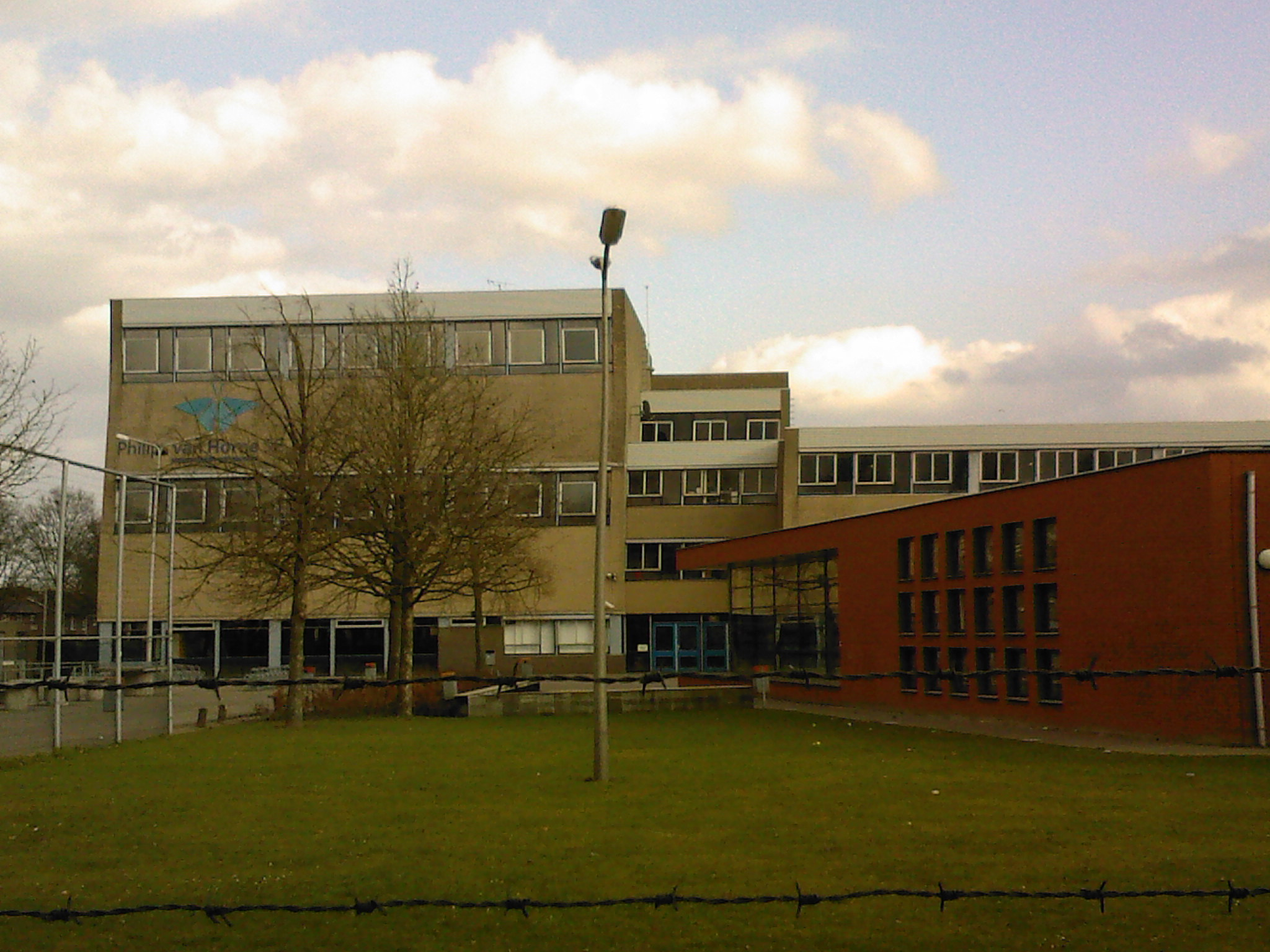
Philips van Horne SG

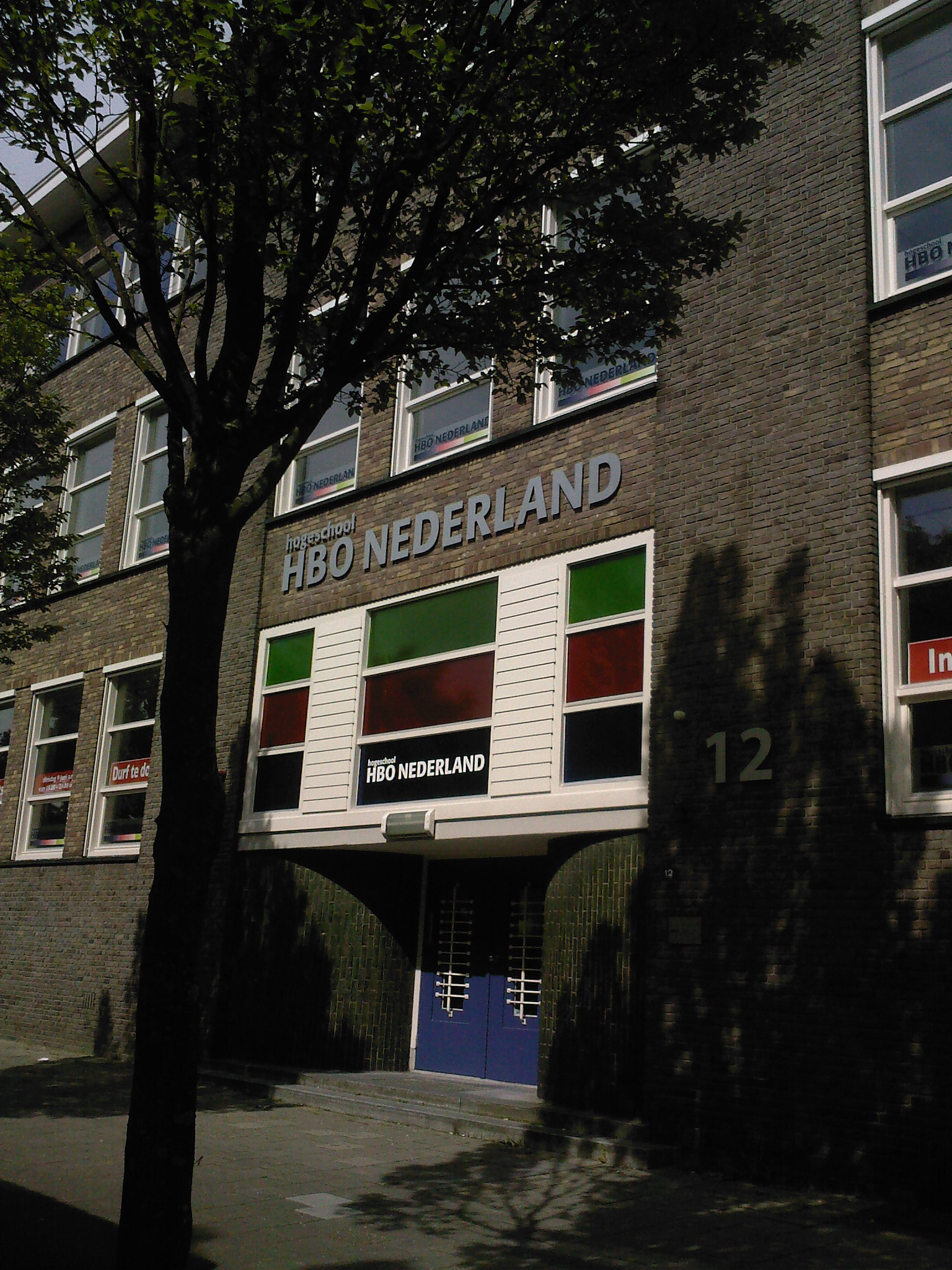
HBO Nederland in Weert

### Basisonderwijs
In Weert, maar ook in de kerkdorpen van de gemeente, liggen een groot aantal basisscholen. Deze basisscholen zijn soms op religieuze grondslag, veelal Rooms-katholiek, of een andere levensovertuiging, zoals de Montessorischool Weert. Ook zijn er een aantal openbare basisscholen. Deze scholen staan onder het bestuur van de gemeente en werken onderling nauw samen. De basisscholen in de gemeente Weert zijn:
| Basisschool                 | Grondslag            | Wijk/Dorp       | Organisatie  |
| --------------------------- | -------------------- | --------------- | ------------ |
| Aan de Bron                 | openbaar             | Groenewoud      | Meerderweert |
| de Duizendpoot              | openbaar             | Stramproy       | Eduquaat     |
| de Kameleon                 | openbaar             | Fatima          | Meerderweert |
| de Firtel                   | rooms-katholiek      | Stramproy       | Meerderweert |
| de Graswinkel               | openbaar             | Graswinkel      | Eduquaat     |
| IKC Laar                    | rooms-katholiek      | Laar            | Meerderweert |
| IKC Leuken                  | rooms-katholiek      | Leuken          | Meerderweert |
| Markeent                    | rooms-katholiek      | Keent           | Eduquaat     |
| Moesel                      | rooms-katholiek      | Moesel          | Eduquaat     |
| Molenakker                  | openbaar             | Molenakker      | Eduquaat     |
| Montessorischool            | Montessorischool     | Molenakker      | -            |
| Odaschool                   | rooms-katholiek      | Boshoven        | Meerderweert |
| het Palet                   | speciaal onderwijs   | Moesel          | Meerderweert |
| KindCentrum Altweerterheide | rooms-katholiek      | Altweerterheide | Eduquaat     |
| Swartbroek                  | rooms-katholiek      | Swartbroek      | Meerderweert |
| Tungelder                   | rooms-katholiek      | Tungelroy       | Meerderweert |
| de Uitkijktoren             | openbaar             | Boshoven        | Eduquaat     |
| Waldorf Wertha              | Vrijeschoolonderwijs | Rond de Kazerne | -            |

De stad Weert heeft 10 basisscholen, Stramproy 2 en Altweerterheide, Tungelroy, Swartbroek en Laar hebben elk 1 basisschool.

### Voortgezet onderwijs
Weert heeft op dit moment drie middelbare scholen:
- Philips van Horne SG, mavo en havo
- Het College, vwo
- Het Kwadrant, vmbo
- De Maaskei (voortgezet speciaal onderwijs)

### Middelbaar beroepsonderwijs
- Middelbaar beroepsonderwijs (mbo): Gilde Opleidingen, locatie Drakesteyn

### Militaire opleiding
Weert was onder militairen in Nederland vooral bekend vanwege het opleidingscentrum dat er gevestigd was. Alle Nederlandse onderofficieren van de Koninklijke Landmacht volgden er een opleiding aan de Koninklijke Militaire School (KMS). Vanwege een reorganisatie verplaatste het ministerie van Defensie de instelling in 2014 naar Ermelo.

## Aangrenzende gemeenten
| Aangrenzende gemeenten | Aangrenzende gemeenten | Aangrenzende gemeenten | Aangrenzende gemeenten | Aangrenzende gemeenten |
| ---------------------- | ---------------------- | ---------------------- | ---------------------- | ---------------------- |
| Cranendonck (NB)       |                        |                        |                        | Nederweert             |
|                        |                        |                        |                        |                        |
|                        | Leudal                 |                        |                        |                        |
|                        |                        |                        |                        |                        |
| Bocholt (B)            |                        | Bree (B)               |                        | Kinrooi (B)            |

## Monumenten
In de gemeente zijn er een aantal rijksmonumenten, gemeentelijke monumenten, en oorlogsmonumenten, zie:
- Lijst van rijksmonumenten in Weert (gemeente)
- Lijst van gemeentelijke monumenten in Weert (gemeente)
- Lijst van oorlogsmonumenten in Weert